# Jamãs
Jamãs (em abrom: Jaman, Gyamen, Gyaamen ou Gyaman) são um subgrupo dos abrons e um dos povos acãs do Gana e Costa do Marfim. Entre o final do século XVII e começo do XVIII, tiveram seu reino, mas que foi conquistado pelo Império Axante. Se tornaram independentes dos axantes em 1875, mas logo foram dominados pelos invasores europeus. O principal assentamento dos jamãs é Bonducu, na Costa do Marfim.